# Izjum
Izjum (in ucraino Ізю́м?; in russo Изю́м?) è una città (44 979 abitanti) situata nel distretto di Izjum, nell'oblast' di Charkiv, in Ucraina. Ospita l'amministrazione della comunità territoriale di Izjum, una delle comunità territoriali dell'Ucraina.
Fino al 18 luglio 2020 Izjum era classificata come città di rilevanza regionale e apparteneva al comune di Izjum, ma non al distretto di Izjum, anche se costituiva il centro amministrativo del distretto. Come parte della riforma amministrativa dell'Ucraina, che ha ridotto a sette il numero dei distretti dell'oblast' di Charkiv, la città fu inclusa nel distretto di Izjum.
Izjum è stata fondata nel 1681, ma menzionata già in documenti del 1571.
A seguito dell'invasione russa dell'Ucraina, nel 2022, viene occupata dall'esercito russo, per essere poi liberata, dopo mesi di occupazione, nel settembre dello stesso anno, a seguito di una controffensiva delle forze armate ucraine, che rinverranno, intorno alla città, fosse comuni con centinaia di civili, che testimoniano un evento simile al massacro di Buča, avvenuto solo pochi mesi prima.

## Storia

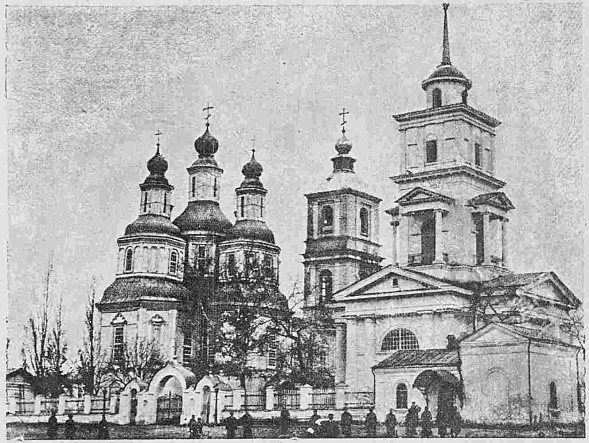
La cattedrale della Trasfigurazione tra la fine del diciannovesimo secolo e l'inizio del ventesimo.

Nel 1681, venne costruita una fortezza cosacca all'interno di un piccolo insediamento, e questo segna la data della fondazione di Izjum. Crebbe fino a diventare un centro difensivo importante contro le invasioni tartare nella regione. Nel 1684 venne costruita la cattedrale della Trasfigurazione del Salvatore, barocca e a cinque cupole. La cattedrale fu rinnovata nel 1902 e restaurata nel 1955.
Nel 1731, durante le guerre russo-turche e per proteggersi dalle incursioni dei tatari di Crimea, i cosacchi del reggimento di Kharkiv crearono qui una linea ucraina, la cui fortificazione più famosa era la fortezza di San Pietro nel villaggio di Petrivske (oggi distretto di Izjum). Quando fu creato il governatorato di Kharkiv, la regione subì la russificazione .
Nel 1765 Izjum divenne una città e nel 1780 divenne un centro amministrativo dell'Izjumskij uezd, una delle suddivisioni del governatorato di Char'kov nell'impero russo.
Le cattedrali dell'Ascensione (1819–21) e di San Nicola (1809–23) si collocano tra gli edifici neoclassici migliori della regione. Nella seconda metà del diciannovesimo secolo, le esportazioni principali della città erano la lana, venduta a Charkiv e Poltava, e i materiali da costruzione venduti a Taganrog.
Durante la seconda guerra mondiale, a Izjum si tennero varie battaglie importanti. Un saliente dell'Armata Rossa fu isolato dal contrattacco delle forze tedesche (durante la seconda battaglia di Charkiv) e fu eliminato in quello che fu uno degli errori di apprendimento più costosi per l'Armata Rossa. La città venne occupata dai tedeschi, i quali vi gestirono una prigione nazista fino alla riconquista sovietica.
Izjum si espanse rapidamente nel ventesimo secolo grazie alla sua importanza come incrocio tra Charkiv e il bacino del Donec. Nel gennaio del 1989, la popolazione era di 64.334 persone, rispetto alle 12.000 del 1926. Tuttavia, nel gennaio del 2013 la popolazione registrata era scesa a 51.511 persone.
Per conformarsi alle leggi di decomunistizzazione, la piazza Lenin della città venne rinominata piazza John Lennon nel febbraio del 2016.
Izjum fu il luogo di combattimenti sporadici durante il conflitto russo-ucraino nel 2014. L'autostrada Slov"jans'k-Izjum venne definita dalla gente del posto "l'autostrada della morte" durante l'estate del 2014. I combattimenti su larga scala si fermarono quando le forze ucraine liberarono Slov"jans'k.
Nel maggio del 2022, le truppe russe cercarono di attraversare il fiume Donec e di avanzare a sud. Le forze ucraine respinsero il tentato attraversamento del fiume con delle perdite russe considerevoli. Tuttavia, dopo la battaglia di Izjum, la Russia prese il controllo della città.
L'Ucraina iniziò una controffensiva nella regione di Charkiv all'inizio di settembre del 2022, nella quale Izjum venne liberata. Dopo la liberazione dagli invasori russi, gli ufficiali di polizia locale trovarono una fossa comune con 447 cadaveri,  tra i quali 22 soldati e 5 bambini. 30 corpi avevano dei segni di tortura e altri erano stati evirati, mentre delle altre fosse comuni erano minate e pertanto non potevano essere ispezionate. Seguì una polemica sulla data effettiva delle morti. Furono scoperti inoltre dieci centri di tortura.
Più dell'80% delle infrastrutture della città era stato distrutto: il 70% circa degli edifici a più piani era andato distrutto. Sul monte Kremenec' si scoprì inoltre che una statua antichissima risalente all'epoca dei poloviciani (nota come baba) era stata sbriciolata a causa degli attacchi russi. L'amministrazione cittadina calcolò che in tutto circa 1000 persone avevano perso la loro vita durante l'occupazione russa.

## Monumenti e luoghi d'interesse

### Architetture religiose
- Cattedrale dell'Ascensione
- Cattedrale di San Nicola

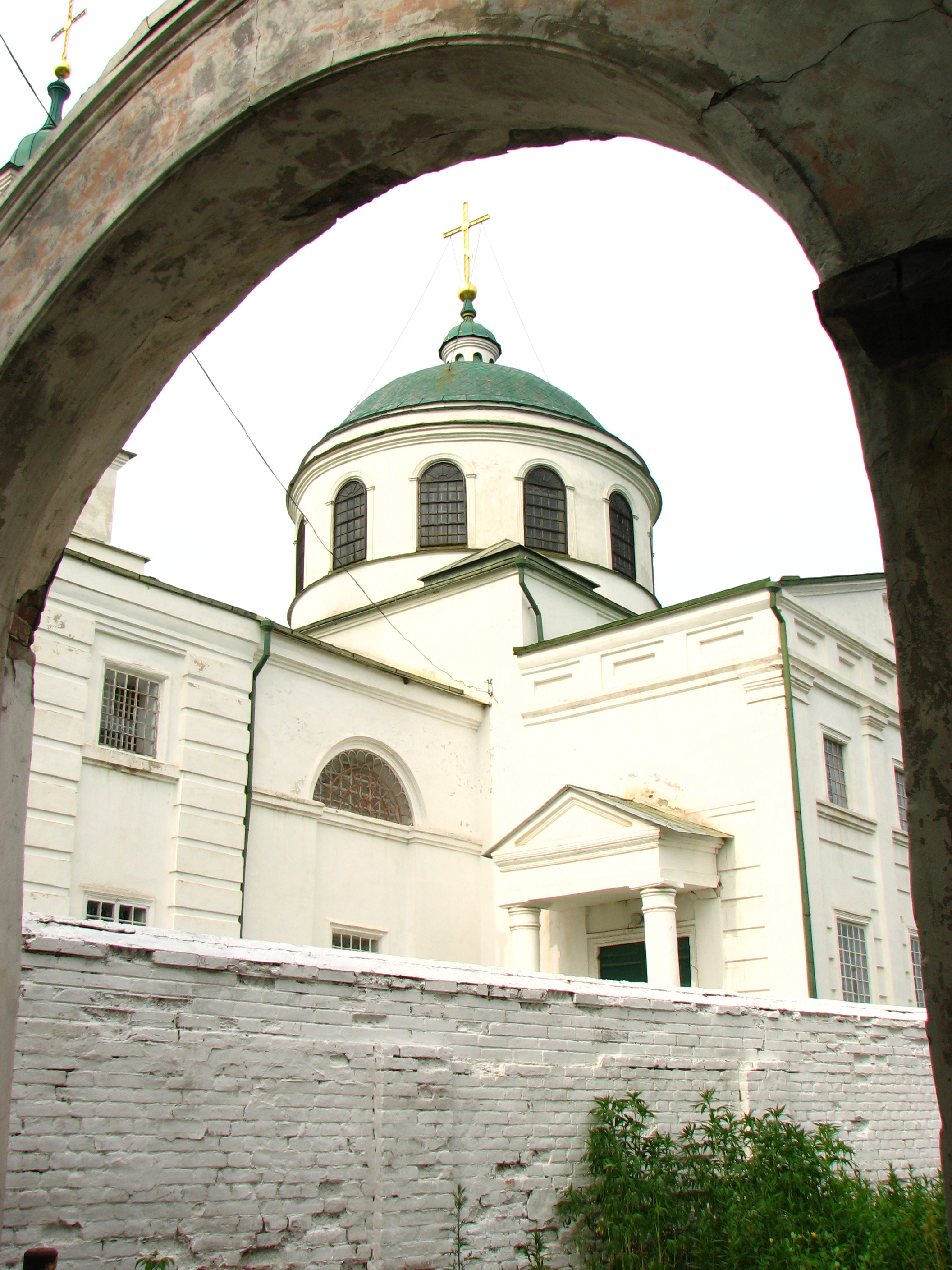
La chiesa dell'Esaltazione della Santa Croce.

- Chiesa dell'Esaltazione della Santa Croce
- Chiesa della Trasfigurazione

### Architetture civili
- Cinema Spartak
- Memoriale in onore della battaglia di Vladimir Monomaco contro i polovesi
- Memoriale della seconda guerra mondiale
- Statue polovesiane sul Monte Kremenec'

## Economia
A Izjum sono presenti delle imprese di ingegneria meccanica, d'industria ottica e di produzione di mobili.

## Infrastrutture e trasporti
La città è un nodo dei trasporti e si trova sulla linea ferroviaria a doppio binario Charkiv-Horlivka.

## Galleria d'immagini

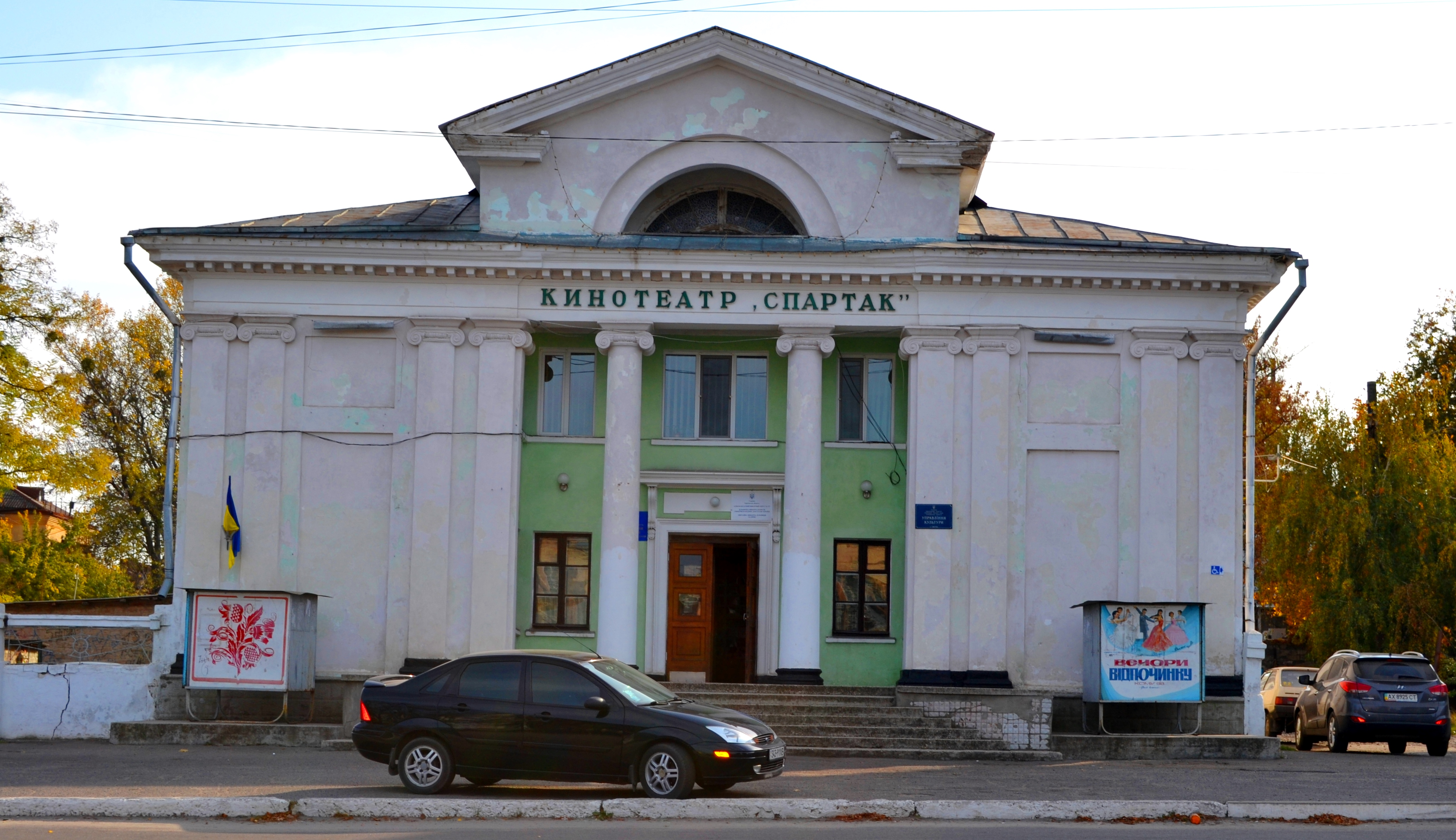
Il cinema Spartak
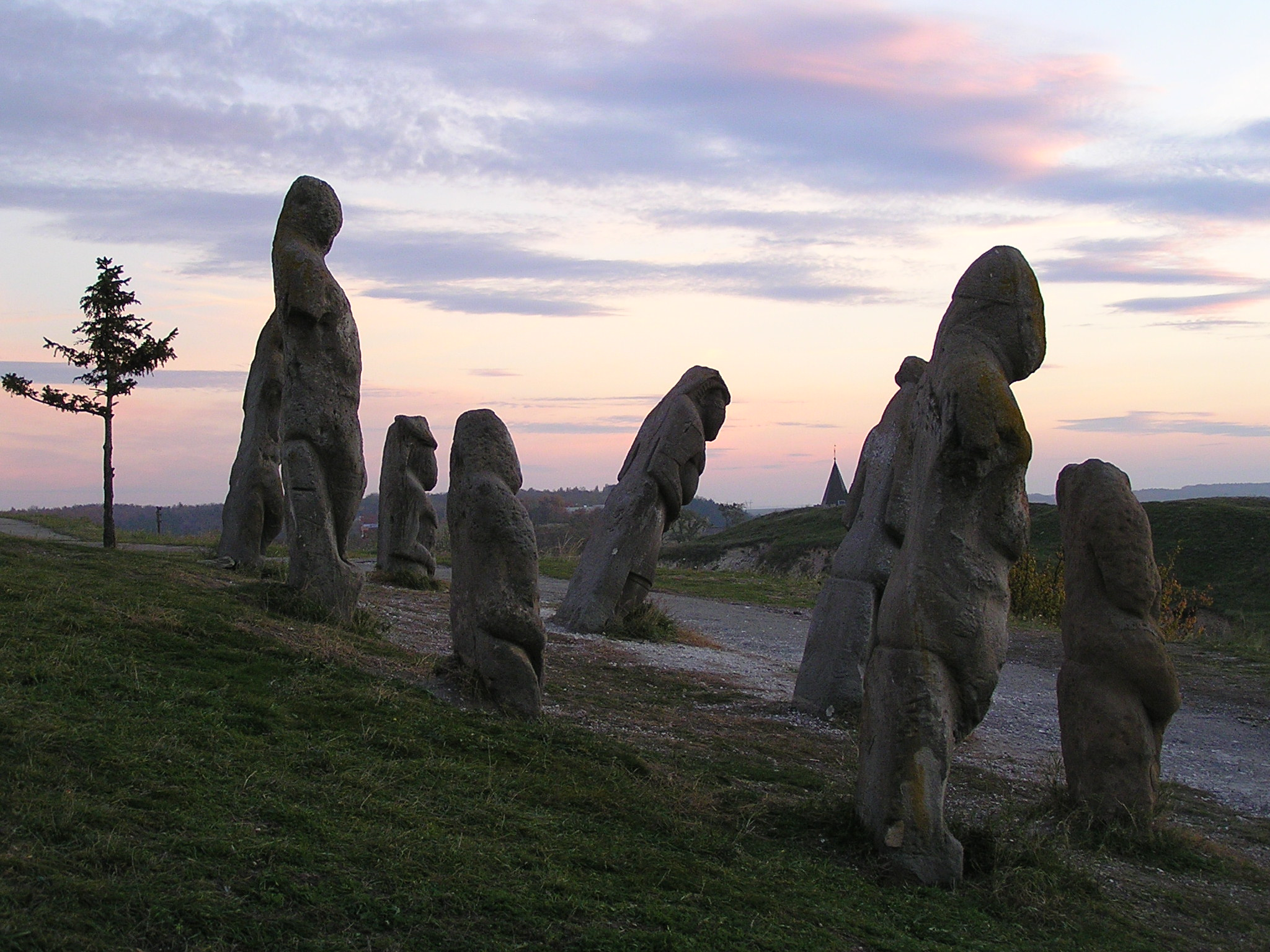
Delle statue polovesiane sul monte Kremenec'
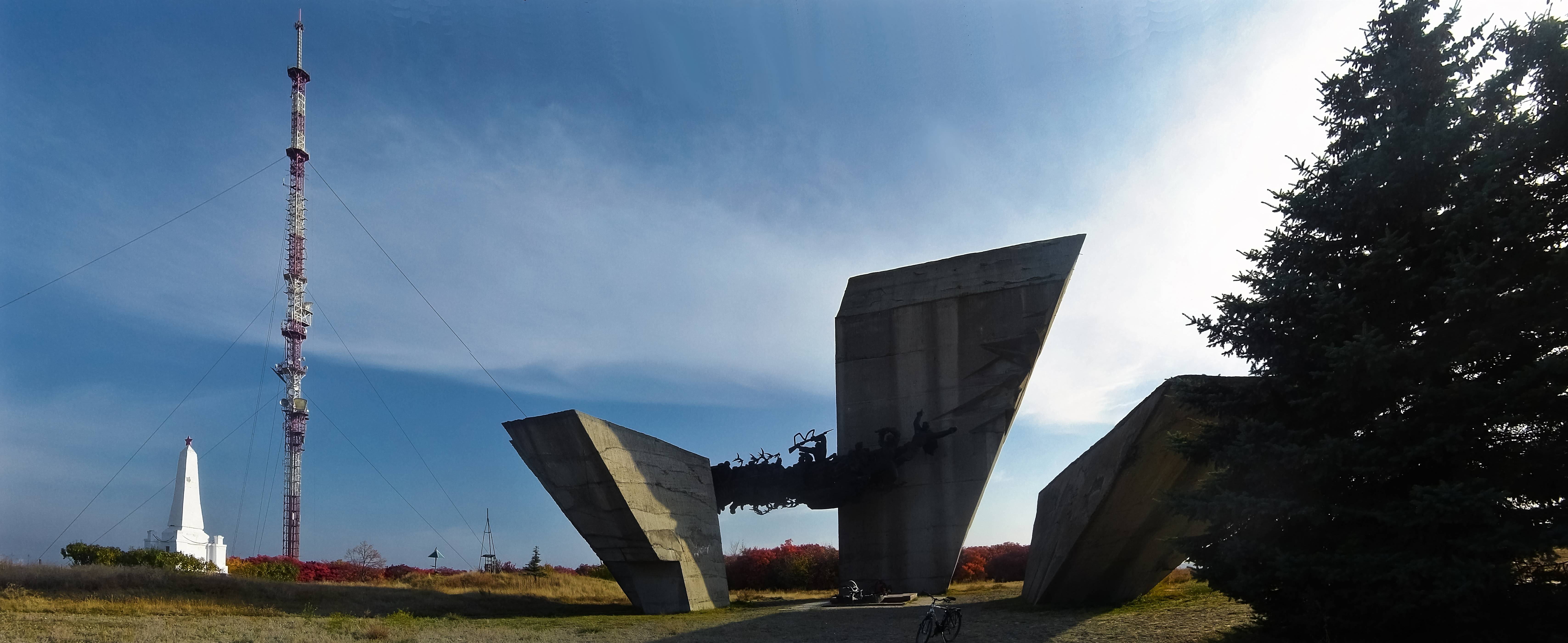
Il memoriale della seconda guerra mondiale